# Quattro duetti

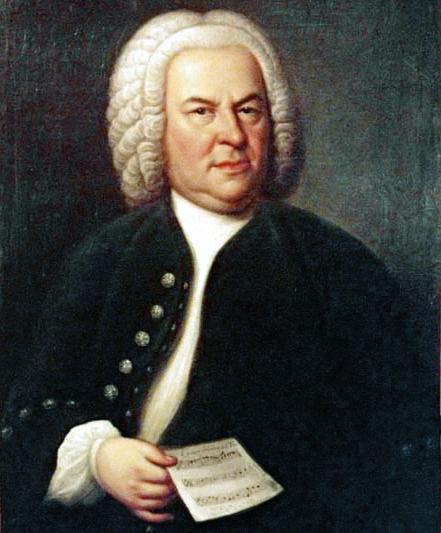
Johann Sebastian Bach.

I Quattro duetti BWV 802-805 sono una raccolta di composizioni per tastiera di Johann Sebastian Bach, pubblicata nel 1739 all'interno della Terza parte della Clavier-Übung.

## Storia
Lo scopo dei quattro duetti non è chiaro. Come il preludio e fuga BWV 552, anch'esso contenuto nella Terza parte della Clavier-Übung, anche i quattro duetti non sono menzionati nel frontespizio dell'opera e non ci sono esplicite indicazioni per capire su quale strumento debbano essere eseguiti. Tuttavia diversi studiosi hanno notato che, all'epoca, Bach era impegnato nella composizione del secondo libro de Il clavicembalo ben temperato e delle Variazioni Goldberg, che verranno poi incluse nella quarta parte del Clavier-Übung, utilizzando tutta l'estensione della tastiera del clavicembalo. I quattro duetti, invece, hanno un'estensione molto minore e possono essere eseguiti su qualsiasi clavicembalo, clavicordo o organo, anche di modestissime dimensioni.
L'uso del termine duetto è molto simile a quello riportato nel primo volume della Critica Musica di Johann Mattheson, nel 1722: un brano a due voci che, però, implica più della semplice imitazione all'unisono o all'ottava. Mattheson riteneva infatti che «il vero capolavoro di un compositore» potesse essere trovato in «un abile duetto fugato, più che in un alla breve o in un contrappunto a più voci». Nella scelta della forma delle composizioni, che vanno ben oltre le Invenzioni a due voci  BWV 772-786, Bach potrebbe aver dato un contributo musicale ai dibattiti contemporanei sulla teoria del contrappunto, già proposti nei trattati di Friedrich Wilhelm Marpurg e di Johann Fux, il cui Gradus ad Parnassum era stato tradotto da Lorenz Christoph Mizler.
Il musicologo David Yearsley suggerì che i quattro duetti potrebbero essere stata una risposta alla discussione in corso sullo stile musicale fra Johann Abraham Birnbaum e Johann Adolph Scheibe: Bach combinò gli stili semplici e armoniosi sostenuti dai suoi critici Mattheson e Scheibe con uno stile cromatico più moderno e spesso dissonante, che Scheibe considerava «innaturale» e «artificiale». Nonostante le numerose spiegazioni proposte, ad esempio che i duetti siano da eseguire come accompagnamento alla comunione, non è mai stato stabilito se Bach attribuisse un significato religioso a queste quattro composizioni. Si è invece ritenuto più probabile che Bach avesse cercato di illustrare le possibilità del contrappunto a due voci nel modo più completo possibile.

## Struttura

### Duetto n. 1 in Mi minore BWV 802
Il primo duetto è costituito da una doppia fuga di 73 misure nella quale il materiale risulta invertibile: ad esempio, è possibile invertire le due parti. Il primo soggetto viene esposto in sei battute e si tratta di una scala di biscrome che conduce a un passaggio sincopato. Nella sesta battuta viene introdotto un tema in biscrome che verrà sviluppato più tardi e che servirà anche come modulazione fra le due parti del brano. Il secondo soggetto, in contrasto con il primo, è composto da crome. L'armonia fra le due parti è molto simile a quella del preludio BWV 889 nel secondo libro de Il clavicembalo ben temperato ed è quindi probabile che Bach abbia composto i due pezzi nel medesimo periodo. Di seguito, le prime misure della composizione:
Il duetto può essere analizzato come segue:
- Battute 1-28: esposizione in sei battute in Mi minore, seguita da sei battute con una parte in Si minore, quattro battute transitorie seguite da una ripetizione in dodici battute dell'esposizione, in Mi minore.
- Battute 29-56: esposizione invertita per sei battute, con parti in Sol maggiore seguite da sei battute con parti intercambiabili in Re maggiore, quattro battute transitorie a imitazione del motivo principale, seguite da una ripetizione dell'esposizione invertita per dodici battute, tutto in Si minore.
- Battute 57-60: passaggio di transizione di due battute in Re minore, seguito da un'inversione di altre due in La minore.
- Battute 61-73: ripetizione dell'esposizione per cinque battute con parti scambiabili per altre cinque, seguita da un finale caratterizzato dall'inversione delle parti, il tutto in Mi minore.

### Duetto n. 2 in Fa maggiore BWV 803
Il secondo duetto è una fuga scritta sotto forma di aria col da capo, secondo lo schema ABA. La prima sezione consta di 37 battute, mentre la seconda di 75. Vi è un forte contrasto fra le due sezioni: la prima sezione è una fuga convenzionale nello spirito delle invenzioni e delle sinfonie, melodiosa, armonica e poco esigente, mentre la seconda parte è molto cromatica e utilizza in gran parte una tonalità minore ricca di dissonanze. La sezione è divisa simmetricamente in 13, 31 e 13 battute. Il primo soggetto della prima sezione è qui ripetuto in chiave minore subendo una trasformazione completa, producendo inconsuete terze aumentate, mentre un nuovo controsoggetto cromatico emerge nella battuta 13 (che inizia alla battuta 69). Di seguito, le prime misure della composizione:
La struttura della prima sezione è la seguente:
- Battute 1-4: soggetto esposto dalla mano destra, in Fa maggiore.
- Battute 5-8: soggetto nella sinistra, con controsoggetto nella destra in Do maggiore.
- Battute 9-16: episodio sul materiale del controsoggetto.
- Battute 17-20: soggetto nella mano destra e controsoggetto nella sinistra, in Do maggiore.
- Battute 21-28: episodio sul materiale del controsoggetto.
- Battute 29-32: soggetto nella mano sinistra, in Fa maggiore.
- Battute 33-37: coda.

L'analisi della seconda sezione può essere sintetizzata come segue:
- Battute 38-45: secondo soggetto esposto come canone alla quinta, nella mano destra.
- Battute 46-52: primo soggetto del canone alla quinta, eseguito dalla mano sinistra, in Re minore.
- Battute 53-60: secondo soggetto del canone alla quinta, eseguito dalla destra, in La minore.
- Battute 61-68: primo soggetto in canone alla quinta nella mano sinistra, in La minore.
- Battute 69-81: primo soggetto nella mano sinistra, con controsoggetto cromatico di cinque battute nella destra, primo soggetto invertito nella destra e controsoggetto cromatico di cinque battute nella sinistra.
- Battute 82-89: secondo soggetto, in canone alla quinta, nella mano sinistra.
- Battute 90-96: primo soggetto in canone alla quinta, eseguito dalla mano sinistra, in Fa minore.
- Battute 97-104: secondo soggetto in canone alla quinta nella destra.
- Battute 105-112: primo soggetto in canone alla quinta, eseguito dalla mano destra, in Do minore.

### Duetto n. 3 in Sol maggiore BWV 804
Questo duetto, di 39 battute, è il più semplice dei quattro. Simile a una danza, è strutturalmente vicino alle Invenzioni a due voci BWV 772-786.  Con piccole modulazioni e cromatismi, le novità di questo duetto consistono nello sviluppo dei passaggi in semicrome. Tranne una sezione centrale in Mi minore, la tonalità prevalente è quella di Sol maggiore. L'uso degli accordi richiama la struttura della triosonata BWV 530 e del terzo concerto brandenburghese BWV 1048. Di seguito, le prime misure della composizione:
Il duetto  può essere analizzato come segue:
- Battute 1-4: soggetto in Sol maggiore esposto dalla mano destra, con risposta in Re maggiore nella sinistra.
- Battute 5-6: passaggio di transizione.
- Battute 7-10: soggetto in Sol maggiore nella mano sinistra, seguito da una risposta in Re maggiore nella destra.
- Battute 11-15: transizione in Mi minore.
- Battute 16-19: soggetto in Mi minore nella destra, seguito da una risposta in Si minore nella sinistra.
- Battute 20-23: passaggio di transizione.
- Battute 24-25: soggetto in Do maggiore nella mano sinistra.
- Battute 26-27: passaggio di transizione.
- Battute 28-31: soggetto in Sol maggiore nella mano destra, con canone all'ottava nella sinistra.
- Battute 32-33: passaggio di transizione.
- Battute 34-37: soggetto eseguito dalla mano destra, con stretto all'ottava nella sinistra.
- Battute 38-39: soggetto in Sol maggiore nella mano destra.

### Duetto n. 4 in La minore BWV 805
L'ultimo duetto è una fuga con un rigoroso contrappunto in La minore di 108 battute. Il soggetto è esposto in otto battute. Anche se tutte le entrate delle voci sono in La minore (la tonica) o in Mi minore (la dominante), Bach aggiunse cromatismi nel soggetto e note alterate durante le modulazioni. Ci sono tre episodi in cui la musica passa attraverso diverse tonalità, creando ricchi contrasti timbrici. Il primo episodio inizia alla battuta 18 con due motivi nuovi. Alla fine del primo episodio è introdotta una sezione con altri due nuovi motivi. Un terzo paio di motivi, che permette una significativa modulazione, appare per la prima volta nella seconda metà del secondo episodio ed è derivato dalla seconda metà del soggetto e del controsoggetto. Di seguito, le prime misure della composizione:
Il duetto può essere analizzato come segue:
- Battute 1-8: soggetto nella mano sinistra, in La minore.
- Battute 9-17: soggetto nella mano destra con controsoggetto nella sinistra, in Mi minore.
- Battute 41-48: soggetto nella mano sinistra con controsoggetto nella destra, in Mi minore.
- Battute 49-69: secondo episodio, con primo motivo invertito (49-56), secondo motivo invertito (57-63) e terzo motivo (64-69).
- Battute 70-77: soggetto nella mano destra e controsoggetto nella sinistra, in Mi minore.
- Battute 78-95: terzo episodio, con primo motivo invertito (78-81), primo motivo (82-85) e terzo motivo invertito (86-92).
- Battute 96-103: soggetto eseguito dalla mano sinistra, con controsoggetto nella destra in La minore.
- Battute 104-108: coda con accordo di sesta napoletana alla battuta 105.